# DVDx
DVDx，視訊多媒體應用程式，它基於開放原始碼的資料庫開發改良而成，用戶可以輕鬆轉換DVD-Video格式成為VCD2.0、SVCD1.0、DivX或是WMV等常用影片格式，自動包含了multiplexing、splitting程序步驟。總之，它可以提供好的AVI/MPEG/MPEG2/WMV9視訊格式品質。DVDx設計成供有經驗的用戶使用。

## 外部連結
- DVDx homepage（页面存档备份，存于）